# Secret (浜崎あゆみのアルバム)
『Secret』（シークレット）は、日本の歌手・浜崎あゆみの8枚目のオリジナル・アルバム。2006年11月29日にavex traxより発売。

## 解説
前作『(miss)understood』より、10ヶ月でリリースされた。「CDのみ」と「CD+DVD」のジャケットが異なる2形態による発売。なお、レンタル版でのCCCDは本作が最後となった。
当初はミニアルバムとして公式サイトに告知されていたが、フルアルバムに変更しての発売となった。
本人曰く、アルバム発売が決定してから急に伝えたいことが溢れ出し、「ミニで行くより、フルにした方が絶対に良い！」と感じたため、急遽フルアルバムに変更になったという。
CREA名義で浜崎自身が作曲した楽曲が本作以降消滅している。
このアルバムのプロモーションでは「JEWEL」を多数の音楽番組で披露した。
ジャケットでは、右肩にユニコーンが描かれたタトゥーを披露（ただし本物ではなく、タトゥーに見せかけた絵）。
パナソニックのブランド「D-dock」及び「D-snap」とのタイアップを2003年より3年間に渡りイメージキャラクターとCMソングを起用したが、本収録曲「1 LOVE」を以って降板した（同企業のデジタルカメラ製品「LUMIX」は2010年まで起用された）。なお、降板と同時に製品の生産も行っていない。
本作の発売を受けて、2007年3月から6月にかけて初のアジアツアー「ayumi hamasaki ASIA TOUR 2007 "Tour of Secret"」が行われた。

## 批評
| 専門評論家によるレビュー | 専門評論家によるレビュー |
| レビュー・スコア         | レビュー・スコア         |
| 出典                     | 評価                     |
| ------------------------ | ------------------------ |
| CDジャーナル             | 肯定的                   |

CDジャーナルは、「2000年代の日本を代表する女性シンガーによる、4つのシングル曲を含む8枚目のフル・アルバム。ダンサブルな躍動感も魅力だが、じっくりと聴かせるアプローチにキャリアの蓄積による味が表われている。プロフェッショナルな作り込みが重厚さに結実した。」と批評した。

## コンセプト
浜崎は本アルバムについて、「タイトルとかは、すばりそのまま『秘密』って事なんだけど、これは「私の秘密を明かします。」って意味合いじゃなくて、その『秘密』と言うのは私かもしれないし、あなた自身の事かもしれない、って意味合いの方が強くて。人間って生きていれば、必ず誰しもが何らかの秘密、隠し事を抱えて生きているもので、それが1つも存在しない、って人はたぶんいないと思う。それで自分の事を自分の思う通りに完璧に伝えることも難しい。そして、誰かの事をちゃんと理解したいけれど、完璧に理解することは難しい。けど、理解したい、理解し合いたい、って思うから頑張っているんだと思う。自分しか知らない自分、他の誰かしらが知っている自分、周りにいる人たちが知っている自分、そう言った意味の秘密をこのアルバムのタイトルには込められてるんだよね。このアルバムに入っている曲を聞いているときに、自分にとっての秘密はこの曲に近いな、とか、あの人が持つ秘密が分かったような気がする、とか、もしかすると自分の秘密と、私の秘密は案外似ているのかもしれない、とか、そういう風に感じて貰えると良いかなって思ってる。」と語っている。

## 収録曲
| 全作詞: ayumi hamasaki（#1、#6、#9は除く）。 |                        |                                     |                  |                     |      |
| #                                            | タイトル               | 作詞                                | 作曲             | 編曲                | 時間 |
| 1.                                           | 「Not yet」            | ayumi hamasaki （#1、#6、#9は除く） | CMJK             | CMJK                | 2:01 |
| 2.                                           | 「until that Day...」  | ayumi hamasaki （#1、#6、#9は除く） | CMJK             | CMJK                | 4:48 |
| 3.                                           | 「Startin'」           | ayumi hamasaki （#1、#6、#9は除く） | Kazuhiro Hara    | CMJK                | 4:19 |
| 4.                                           | 「1 LOVE」             | ayumi hamasaki （#1、#6、#9は除く） | Yoji Noi         | HΛL                 | 4:30 |
| 5.                                           | 「It was」             | ayumi hamasaki （#1、#6、#9は除く） | Naruya Ihashi    | tasuku              | 4:10 |
| 6.                                           | 「LABYRINTH」          | ayumi hamasaki （#1、#6、#9は除く） | HΛL              | HΛL                 | 1:43 |
| 7.                                           | 「JEWEL」              | ayumi hamasaki （#1、#6、#9は除く） | Tetsuya Yukumi   | Shingo Kobayashi    | 4:16 |
| 8.                                           | 「momentum」           | ayumi hamasaki （#1、#6、#9は除く） | Tetsuya Yukumi   | HΛL                 | 4:12 |
| 9.                                           | 「taskinst」           | ayumi hamasaki （#1、#6、#9は除く） | tasuku           | tasuku              | 1:36 |
| 10.                                          | 「Born To Be...」      | ayumi hamasaki （#1、#6、#9は除く） | Kazuhiro Hara    | Kazuhiro Hara, CMJK | 4:51 |
| 11.                                          | 「Beautiful Fighters」 | ayumi hamasaki （#1、#6、#9は除く） | Kazuhito Kikuchi | CMJK                | 5:16 |
| 12.                                          | 「BLUE BIRD」          | ayumi hamasaki （#1、#6、#9は除く） | D・A・I          | HΛL                 | 4:06 |
| 13.                                          | 「kiss o' kill」       | ayumi hamasaki （#1、#6、#9は除く） | Tetsuya Yukumi   | Keiji Tanabe        | 4:40 |
| 14.                                          | 「Secret」             | ayumi hamasaki （#1、#6、#9は除く） | Tetsuya Yukumi   | HIKARI              | 4:58 |
| 合計時間:                                    | 合計時間:              | 合計時間:                           | 合計時間:        | 55:26               |      |

| #   | タイトル                            | 作詞 | 作曲・編曲 |
| --- | ----------------------------------- | ---- | ---------- |
| 1.  | 「 Startin'」(video clip)           |      |            |
| 2.  | 「 Born To Be...」(video clip)      |      |            |
| 3.  | 「 BLUE BIRD」(video clip)          |      |            |
| 4.  | 「 Beautiful Fighters」(video clip) |      |            |
| 5.  | 「 JEWEL」(video clip)              |      |            |
| 6.  | 「 1 LOVE」(video clip)             |      |            |
| 7.  | 「 momentum」(video clip)           |      |            |
| 8.  | 「Startin'」(making clip)           |      |            |
| 9.  | 「Born To Be...」(making clip)      |      |            |
| 10. | 「BLUE BIRD」(making clip)          |      |            |
| 11. | 「Beautiful Fighters」(making clip) |      |            |
| 12. | 「JEWEL」(making clip)              |      |            |
| 13. | 「1 LOVE」(making clip)             |      |            |
| 14. | 「momentum」(making clip)           |      |            |

## 楽曲解説
1. Not yet
アルバムのオープニングを飾る楽曲で、歌詞はあるものの、インストゥルメンタルに近い楽曲となっている。またブックレットには記されていない。
浜崎はこの曲に関して「この曲には、私がこのアルバムの随所に鏤めた秘密や、誰かの秘密、多種多様な意味を持つ秘密、それと、ここに至るまでの奇跡。これら二つが合わさってこのアルバムの完成に至ることができた。私一人だけの力では決して出来なかったもの。このアルバムを作るに当たり、様々なスタッフや人々がいたからこその作品だと私は思ってる。そんな『秘密』と『奇跡』を聞いてくれるみんなは見つけることが出来るだろうか？と言うそんな問い掛けをする楽曲だね。」と語っている[12]。
2. until that Day...
元々は作曲者のCMJKによってインスト曲として制作されていた短い楽曲だったが、本楽曲を聞いた浜崎が気に入り、「是非フルコーラスの楽曲として作って欲しい」との要望を出したため、改めて再構築し直し、楽曲として製作されたのだと言う。この曲について浜崎は「歌詞はね、元々言いたいことや書きたいことは既にあって、CMJKの楽曲が完成するのを待つような形だったね。けど、いざ楽曲が完成して歌詞を乗せようと思ったら、かなり苦労したね。あの音符の連打のようなテンポの速いメロディーラインに合う言葉を当て込んだり、歌うときのブレスをタイミングよく切ったりと、試行錯誤の連続で、自宅でも言葉のパズルのような感覚で作詞してた。一度はメロディーラインに当て込められたけど、今度は本当に言いたいことや伝えたいこととは大きく掛け離れてしまったりとかして、そこから一番言いたいことや書きたいことを遵守しつつメロディーラインの制約によって生じた言葉数を合わせるのは本当に難しかった。だから、いつもやるやり方とは全く違う作詞の仕方を行った曲なんだよね。」と語っている[13]。
3. Startin'
39thシングル。
浜崎いわく「バンドサウンドでも十分に表現できるように制作した曲」であるといい、レコーディングはニューヨークで行われているが、そこのスタジオでの音質が非常に良く、歌いやすい環境であったのだと言い、「過去にも「GAME」や「is this LOVE?」でもロックはあったけど、この曲はこれまでになかったボーカルスタイルで歌えた曲だったんだよね。けど、それが実現できたのは、ニューヨークのスタジオでレコーディングを行ったことと、そこの音の良さと、良い環境があったからこそで、「自分って、こんな歌い方も出来たんだな。」って実感することが出来たのがこの曲だね。」と語っている[14]。
4. 1 LOVE
「Startin'」同様、こちらの楽曲もこれまでには、なかったボーカルスタイルになった曲だと言い、浜崎はこの曲に対し「この曲を歌うまではここまで叫ぶような歌い方をする曲はなかったし、「自分の中にこんな引き出しがあったなんて」って思わせてくれた曲。それはこの曲のメロディーや、アレンジメント、歌詞がそのスタイルに自然と形作ってくれたからだと思う。それと、この曲はスゴく強くて尖った側面と繊細で切なくて悲しい側面とが紙一重な所がある曲なんだよね。」と語っている[15]。
5. It was
楽曲自体は前作のアルバム『(miss)understood』の製作の頃には既に存在しており、その際のアルバム収録候補の楽曲の中の1つであったとのことで、今回のアルバム製作の際、この曲を気に入っていた浜崎が改めてtasukuにアレンジメントを依頼し、完成されたのだと言う。浜崎はこの曲に関して「詞に関してなんだけど、ハッキリとした終わり方じゃないと言うか、迷ったまま終わっていくような感じになってて、いろんな事を経て、一応は結論は出したんだけど、それでも今でも迷ってるようなそんな感じ。人間って、誰しもあの日あの時の選択は正しかったのか？とか過去の出来事に絡んだ後悔を抱えて生きてると思うんだよね。時にはそれを引きずってしまっていたりとかしてね。そういう人間としてのリアルな一面を表現したいと思って描いた曲になってるんだよね。誰しもこう言う気持ちは持ってるものだし、その辺りをしっかりと分かち合いたいって思ったし。人生ってカッコいい生き方ばかりは出来なくてむしろ、カッコ悪いし情けないなって思ってしまうような生き方の方が多かったりする。この曲はその生き方をして後悔は残ってるけど、それでも前を向いて生きていきたいって言う気持ちの現れもあるし、人生ってカッコいい、カッコ悪いとか、後悔した、しないって生き方をするよりも前を向いてしっかりと生きていくことの方が大事だと私は思う。」と語っている[16]。
6. LABYRINTH
インストゥルメンタル曲。
浜崎はこの曲に関して「メロディーラインがスゴく綺麗で印象的な曲だね。私はこの「LABYRINTH」がどうして「It was」と「JEWEL」の間に位置してあるのか、考えてもらいたいし、その意味合いが分かって貰えると嬉しいかな。ボーカルが入っていなくても、言葉が入っていなくても、インストにはちゃんとした意味を込めてあるから。」と語っている[17]。
7. JEWEL
『第57回NHK紅白歌合戦』出場曲。今作より初めてアルバム曲が選曲された。
本作に収録される楽曲の中でも最も象徴的な曲であると浜崎は語っており、「私にとって、久々のピアノ一本で始まり、終わっていくような曲で、ピアノだけで全ての抑揚を語るような曲。懐かしさを感じるような気持ちもあったと同時に新鮮な気持ちにさせてくれた曲でもあって、昔の自分に回帰したような感じがしたかな。歌番組でも頻繁にこの曲を歌ったから、聞いてくれるみんなにとっても印象的に移ったかもしれないけど、私にとっても、元々大事にしていた曲が歌番組で披露していく度にさらに大事な曲になっていった、そんな感じの曲だね。」と語っている[18]。
8. momentum
浜崎いわく「浜崎あゆみ史上最も歌入れに時間の掛かった曲」とのことであり、浜崎自身、歌入れは早い方なのであるが、この曲だけは完成させるまでに4日間ほども要したのだと言い、ヴォーカル・ブースにずっと籠りっ切りであったのだと言う。
浜崎はさらに「歌入れに時間が掛かった分、スゴく印象に残ってて、思い出す度に、泣けてくるんだよね。加えてメロディーラインがスゴくキレイで"悲しいほどにキレイ"って言う感じ。Yuku(湯汲哲也)ならではの雰囲気がスゴく出てる曲なんだよね。あの人に触れたいけどそう出来ない、頭では分かってるんだけど、やってしまったり、泣いてしまう、とか、「momentum」ってタイトルには気持ちや想いと、実際の行動が合わない伴わないような意味合いが込められてるんだよね。」と語っている[19]。
9. taskinst
インストゥルメンタル曲。
浜崎のアルバムではお馴染みのtasukuによる作曲となっている。浜崎は「もう、タイトルからして笑ってください、って感じで、恒例となってるtaskシリーズだね。アレンジがもうホントにtaskらしいなぁ、って感じ。最初はオルゴールから始まるんだけどそれが、悲しげでもあり、怪しげでもあるわけで。けど、それがいきなり、ギターで重量感のあるインストに様変わりするの。もうそこがいかにもtaskの性格が出てるなぁって感じの印象をうけた曲だね。」と語っている[20]。
10. Born To Be...
39thシングル。
浜崎いわくこの曲を制作した際、シングルとして制作した時と、アルバム収録曲としてこの位置に収録した時とでは聞こえ方が違って聞こえてきたとの事であり、「アルバムに収録している今の方がこの曲に対する理解が深まってるように感じたんだよね。自分の曲ながらに、シングルとして製作してた頃よりも、新たな一面や魅力が見えてくるようになってね、その頃よりももっと好きになった曲だね。この曲のPVで、自分の夢を語るシーンがあるんだけど、この中で、『今の自分が昔の自分に会いに行けて、更に伝えたいことは？』って質問があったんだけど、『あなたの未来は、あなたが思い感じてるほどの不安はないよ!』って答えた所があってね、この曲を作っていたあの頃の私よりも、今の私がもっとこの曲の意味を理解できてるし、もっと感じられてると思う。」と語っている[21]。
11. Beautiful Fighters
40thシングルのカップリング曲。
歌詞の内容はリアルな女子の日常を描いたものとなっており、「今の時代の女の子はもっと強い所がある。可愛い所もあるけど、シュールな一面も見せられたり出来る。そんな世界観の歌詞に、なかなかなギャップを感じさせてくれるようなアレンジ、メロディーが特徴的なすごく面白い感じの曲かな。」と語っており、この曲をアレンジメントしたCMJKの発想と、アイディアには脱帽の連続だったとも浜崎は語っており、いつも彼との仕事は楽しくやらせて貰ってるのだと言う[22]。
12. BLUE BIRD
40thシングル。
この曲は曲自体のレコーディングよりも、PVの撮影の方が印象に残っていると浜崎は語っており、PVの製作当時は、丁度ツアーが重なっていた時期でもあったそうであり、新潟公演を終えた後に、PVの撮影のためにグアムまで渡航して撮影、そこから帰国して更に仙台公演を行うと言うかなり過酷かつ、タイトなスケジュールでやっていたのだと言い、「もう息つく暇もないくらいに過酷な時だった。ツアーを挟んだ上での撮影だったから、テンパったり、タイトなスケジュールで大変な思いもしたけど、私の周りにいるスタッフや監督、ダンサー達などの仲間がいてくれて、強い信頼関係と絆があったからこそ一緒にやっていけた上に、あの過酷な日々を乗り越えられてPVを完成させることができたし、ツアーもやり遂げられたんだと思う。本当に仲間には感謝しかないよね。」と語っている[23]。
13. kiss o' kill
浜崎はこの曲に関して「この曲はTanabeさんのアレンジメントがすごく気に入ってる。まず、冒頭に子供達の声が入ってる所があるんだけど、そこからがもう心にグッと来る感じで痛いって感じ。子供の声って、例えば公園のそばを通ったりしたら、すごく無邪気に聞こえてきて、温かくなるんだけど、同時に切なさも覚えてしまう。この曲はそのイメージが込められてる。後は大人になってからの懺悔に近いものがあるかな。子供の時には知らなかったこと、知らなくて良いものを知ったり、得た物もあるけど、反面失った物、捨てた物、見なくても良いものを見てしまったり、そんなこんなで自分を守る事に長けてしまった自分がいて、それのせいで誰かを傷付けてしまったり、この曲は無邪気な子供の声、それに相反するように大人になった自分の懺悔をする側面、その両方が存在していて、そこがもう、痛いなぁって感じる所なんだよね。けど、子供は子供で無邪気な分、残酷さが見え隠れする所があってね、そこがあるから、温かくなるんだけど、切なくもなる。相反するような側面がたくさん詰まった曲だね。」と語っている[24]。
14. Secret
本アルバムの表題楽曲となる。後に2007年発売の41stシングル『glitter/fated』のカップリングとして、リカットされた。
本アルバムの中でも、最後にレコーディングされた楽曲であり、「momentum」同様、歌入れにはかなりの時間を要したのだと言う。浜崎はこの曲に関して「これをレコーディングした時はもう、半ばヴォーカル・ブースに住み着いてるんじゃないか？って言う位に缶詰め状態でやってたね。本当はね、「momentum」と違って「Secret」は一発録りでやりたかったんだよね。この曲は「今日は1コーラス目」「明日は2コーラス目」って感じで歌入れをするんじゃなくて、ピンッと張り詰めた一本の糸みたいな物があるって雰囲気でやらないと完成しない、だから、1発でフルコーラスをやりきらなきゃダメだ!って気持ちが強かったんだよね。だから、毎回そこを意識してレコーディングに挑んでた。けど、いざ、やってみるとこれがなかなか大変でね、なかなか思うような集中力が出せなくて上手く行かなかった。あまりに出来ないから、スタジオから何度も飛び出したい!って衝動に駆られたけど、ここで逃げちゃ一生出来ない!って奮い立たせて、半ば自分との戦いって感じで、レコーディングし続けたね。だから、レコーディングが上手くいって楽曲のミックス編集が終わった時は泣きそうになったね。けど、『Secret』と言うアルバムは完成した、けど、まだまだ私達にはやるべき事がある、今年の事だけじゃない、来年に向けての準備がある、だから、ここで泣いちゃいけない、走り続けなくちゃって気持ちを改めて強く持った感じだったね。」と語っている[25]。

## タイアップ
※ は、本人出演によるもの。
Startin'
カプコンPS2用ソフト『新 鬼武者 DAWN OF DREAMS』OPテーマ
日本テレビ系『スポーツうるぐす』2006年2月・3月期テーマソング
1 LOVE
Panasonic SDオーディオプレイヤー「D-snap」/ SDミニコンポ「D-dock」TV-CMソング ※
JEWEL
Panasonic デジタルカメラ「LUMIX FX07」CMソング ※
Born To Be...
日本テレビ系『トリノ2006』テーマソング
Beatutiful Fighters
Panasonic「D-snap Audio」/「D-dock」CMソング ※
BLUE BIRD
「ゼスプリ・ゴールドキウイ」CMソング
Secret
映画「傷だらけの男たち」主題歌

## その他の収録アルバム (シングル曲除く)
- JEWEL
  - 『WINTER BALLAD SELECTION』
  - 『A BALLADS 2』

- momentum
  - 『WINTER BALLAD SELECTION』
  - 『A BALLADS 2』

- Secret
  - 『A BALLADS 2』

## 収録ライブ映像 (シングル曲除く)
- Not yet
  - 『ayumi hamasaki BEST of COUNTDOWN LIVE 2006-2007 A』(A BEST 2 -WHITE-)
  - 『ayumi hamasaki ASIA TOUR 2007 A 〜Tour of Secret〜』
  - 『ayumi hamasaki MUSIC for LIFE 〜return〜』
- until that Day...
  - 『ayumi hamasaki BEST of COUNTDOWN LIVE 2006-2007 A』(A BEST 2 -WHITE-)
  - 『ayumi hamasaki ASIA TOUR 2007 A 〜Tour of Secret〜』
  - 『a-nation'07』(A COMPLETE 〜ALL SINGLES〜)
  - 『ayumi hamasaki COUNTDOWN LIVE 2009-2010 A 〜Future Classics〜』
  - 『ayumi hamasaki Rock'n'Roll Circus Tour FINAL 〜7days Special〜』
  - 『ayumi hamasaki COUNTDOWN LIVE 2012-2013 A 〜WAKE UP〜』
  - 『ayumi hamasaki ARENA TOUR 2015 A Cirque de Minuit 〜真夜中のサーカス〜 The FINAL』
  - 『ayumi hamasaki ARENA TOUR 2016 A 〜M(A)DE IN JAPAN〜』
  - 『ayumi hamasaki COUNTDOWN LIVE 2019-2020 〜Promised Land〜 A』
- 1 LOVE
  - 『a-nation'07 BEST HIT LIVE』
  - 『ayumi hamasaki ASIA TOUR 2007 A 〜Tour of Secret〜』
  - 『ayumi hamasaki COUNTDOWN LIVE 2009-2010 A 〜Future Classics〜』
  - 『ayumi hamasaki COUNTDOWN LIVE 2014-2015 A Cirque de Minuit 〜真夜中のサーカス〜』
  - 『ayumi hamasaki ARENA TOUR 2015 A Cirque de Minuit 〜真夜中のサーカス〜 The FINAL』
  - 『ayumi hamasaki ASIA TOUR 〜24th Anniversary special@PIA ARENA MM〜』
  - 『TA LIMITED LIVE TOUR 2016』(ayumi hamasaki UNRELEASED LIVE BOX A)
  - 『ayumi hamasaki COUNTDOWN LIVE 2018-2019 A -TROUBLE-』(ayumi hamasaki UNRELEASED LIVE BOX A)
- It was
  - 『ayumi hamasaki TROUBLE TOUR 2020 A 〜サイゴノトラブル〜 FINAL』
- LABYRINTH
  - 『ayumi hamasaki ASIA TOUR 2007 A 〜Tour of Secret〜』
  - 『ayumi hamasaki COUNTDOWN LIVE 2019-2020 〜Promised Land〜 A』
  - 『ayumi hamasaki TROUBLE TOUR 2020 A 〜サイゴノトラブル〜 FINAL』
- JEWEL
  - 『ayumi hamasaki ASIA TOUR 2007 A 〜Tour of Secret〜』(2007.3.10 さいたまスーパーアリーナ)
  - 『ayumi hamasaki 15th Anniversary TOUR 〜A BEST LIVE〜』
  - 『ayumi hamasaki TROUBLE TOUR 2020 A 〜サイゴノトラブル〜 FINAL』
    - 『A BALLADS 2』

  - 『第57回NHK紅白歌合戦』(A BALLADS 2)
  - 『ayumi hamasaki COUNTDOWN LIVE 2021-2022 A 〜23rd Monster〜』(ayumi hamasaki ASIA TOUR 〜24th Anniversary special@PIA ARENA MM〜)
- momentum
  - 『ayumi hamasaki ASIA TOUR 2007 A 〜Tour of Secret〜』(2007.4.22 上海グランドステージ)
  - 『ayumi hamasaki COUNTDOWN LIVE 2009-2010 A 〜Future Classics〜』
    - 『A BALLADS 2』

  - 『ayumi hamasaki COUNTDOWN LIVE 2013-2014 A』
  - 『ayumi hamasaki Special SHOWCASE 〜Xmas Eve 2020〜』(A BALLADS 2)
- taskinst
  - 『ayumi hamasaki ASIA TOUR 2007 A 〜Tour of Secret〜』
  - 『ayumi hamasaki ASIA TOUR 〜24th Anniversary special@PIA ARENA MM〜』
- kiss o' kill
  - 『ayumi hamasaki ASIA TOUR 2007 A 〜Tour of Secret〜』
  - 『ayumi hamasaki ARENA TOUR 2012 A 〜HOTEL Love songs〜』
- Secret
  - 『ayumi hamasaki ASIA TOUR 2007 A 〜Tour of Secret〜』
    - 『A BALLADS 2』

  - 『ayumi hamasaki ARENA TOUR 2015 A Cirque de Minuit 〜真夜中のサーカス〜 The FINAL』
  - 『ayumi hamasaki COUNTDOWN LIVE 2021-2022 A 〜23rd Monster〜』(ayumi hamasaki ASIA TOUR 〜24th Anniversary special@PIA ARENA MM〜)